# Trio UGB
Trio UGB var en folkmusikgrupp från Malmö.
Trio UGB bestod av medlemmarna Ullik Johansson (fiol, mandolin), Dan Gisen Malmquist (klarinett, horn, gitarr) och  Börje Sandquist  (gitarr). Gruppen gav 1988 ut albumet det självbetitlade albumet Trio UGB på (AM 69) skivbolaget Amalthea. 